# Gunung Banggalang
Gunung Banggalang är en kulle i Indonesien.   Den ligger i provinsen Aceh, i den västra delen av landet, 1 700 km nordväst om huvudstaden Jakarta. Toppen på Gunung Banggalang är 236 meter över havet, eller 165 meter över den omgivande terrängen. Bredden vid basen är 1,1 km.
Terrängen runt Gunung Banggalang är kuperad åt sydväst, men åt nordost är den platt. Trakten runt Gunung Banggalang är nära nog obefolkad, med mindre än två invånare per kvadratkilometer. I omgivningarna runt Gunung Banggalang växer i huvudsak städsegrön lövskog.